# Gabriele Falloppio
Gabriele Falloppio (Módena, 1523 — Pádua, 9 de Outubro de 1562) foi um anatomista e cirurgião italiano.
Estudou medicina em Ferrara e se tornou professor de anatomia naquela cidade e posteriormente em Pisa e em Pádua, onde trabalhou com Andreas Vesalius.
Fallopio descobriu ou descreveu a chorda tympani (o ouvido interno), as trompas de Falloppio (órgão do aparelho genital feminino que leva os óvulos do ovário ao útero) e o ligamento de Falloppio (inserido na espinha do púbis e na espinha ilíaca ântero-superior).
Deu nomes aos tubos do ovário, à vagina, à placenta, aos músculos da testa e à língua.
Reivindicou para si o descobrimento do clitóris, dois anos após ser publicado por Matteo Realdo Colombo. No entanto, ambas reivindicações foram descartadas por Caspar Bartholin, o Jovem, no século XVII, quando afirmou que o clitóris já era conhecido por anatomistas desde o século II a.C..
Foi também o criador do preservativo masculino, criado com finalidade protetora de doenças sexuais, em 1564.
1. 1 2 3 4  «Gabriel Fallopius | Italian physician | Britannica». www.britannica.com (em inglês). Consultado em 9 de maio de 2022